# Trentepohlia (Mongoma) subquadrata
Trentepohlia (Mongoma) subquadrata is een tweevleugelige uit de familie steltmuggen (Limoniidae). De soort komt voor in het Australaziatisch gebied.